# Вагензейль, Георг Кристоф
Георг Кристоф Вагензейль (нем. Georg Christoph Wagenseil; 29 января 1715, Вена, — 1 марта 1777, Вена) — австрийский композитор, пианист, органист и музыкальный педагог, представитель так называемой предклассической (или ранней) венской школы.

## Биография
Георг Кристоф Вагензейль родился в Вене, учился у И. Фукса и М. Палотты. С 1739 года был придворным композитором и учителем музыки. Среди его учеников — И. Шенк, Ф. Душек, Л. Хофман и Ф. Тайбер. Считался в своё время крупнейшим композитором Вены, прославился и как пианист-виртуоз.

## Творчество
Вагензейль является автором 16 опер, в том числе «Ариодант» (1745, на либретто А. Сальви), «Деметрий» (1746/1747), «Милосердие Тита» (1746), «Андромеда» и «Эвридика» (1750), 3 ораторий, кантат, в том числе «Стенания Орфея», 17 месс, реквиема и других культовых сочинений. Внёс важный вклад в становление жанра классической симфонии и фортепианного концерта; ему принадлежат 36 симфоний и 27 концертов для различных инструментов с оркестром. В инструментальных сочинениях Вагензейля, особенно в его симфониях, в своё время очень популярных, заметно влияние итальянских образцов, в первую очередь Дж. Саммартини; вместе с тем, как и другие представители предклассической венской школы, Вагензейль использовал в своих симфониях австрийские народные мелодии. Является также автором многочисленных камерных сочинений — 6 скрипичных сонат, трио-сонаты, концертов и 18 дивертисментов для чембало и других инструментов, струнных ансамблей, различных произведений для органа, для клавира, скрипки, виолончели и др.